# مسلمو تيلي
مسلمو تيلي، هي مجموعة عرقية تتواجد في باكستان والهند. كلمة تل تعني الزيت (زيت الطهي) وتيلي تعني صانع وبايع الزيت باللغة لغة أردية (أصل الكلمة من اللغة السنسكريتية). فيما يتعلق بمسلمي تيلي هم من الغانتشي (عرقية). وهي جماعة تقطن ولاية غوجرات، وهم يشاركون أيضًا في صناعة زيت الطهي، ومجتمع تيلي هم متحولون من الديانة الهندوسية إلى إسلام، وهم موجودين في شمال الهند وباكستان. في شمال الهند يعرفون باسم الشيخ منصوري، بينما في باكستان يعرفون باسم تيلي مالك.